# ブラック・アンド・ホワイト
ブラック・アンド・ホワイトは、ビールベースのカクテルである。ブラックは黒ビールの「黒」、ホワイトは牛乳の「白」のこと。すなわち、ブラック・アンド・ホワイトとは、黒ビールの牛乳割りのことである。

## 標準的なレシピ
- 黒ビール ： 牛乳 ＝ 2：1
- シュガー・シロップ ＝ 2tsp

## 作り方
適切なグラスに、ビール、牛乳、シュガーシロップを注ぎ、軽くステアすれば完成である。なお、材料はよく冷やしておくこと。

## 備考
味が薄くなるためグラスに氷は入れない。

## 主な参考文献
- 山本 祥一朗 監修『カラー図解 カクテル』成美堂出版、1994年12月10日。ISBN 4-415-07873-7。